# 三叶唇鱼
三叶唇鱼（学名：Cheilinus trilobatus）为輻鰭魚綱鱸形目隆頭魚亞目隆头鱼科唇鱼属的鱼类。分布於印度太平洋區，從東非至法屬波里尼西亞，北至琉球群島，南迄新喀里多尼亞海域，棲息深度1-30公尺，體為橄欖色，每個鱗片具有垂直的紅色線條，在頭部與胸上的小的紅色斑點與不規則的線紋，背鰭硬棘9枚，背鰭軟條10枚，臀鰭硬棘3枚，臀鰭軟條8枚，體長可達45公分，多生活于礁盘内的浅水区和礁盘边缘海域，通常單獨行動，以軟體動物及甲殼類等為食，可作為食用魚及觀賞魚。

## 扩展阅读
維基物種上的相關：三叶唇鱼